# Douglas Wilmer
Douglas Wilmer (* 8. Januar 1920 in London; † 31. März 2016 in Ipswich, England) war ein britischer Schauspieler.

## Leben
Douglas Wilmer wurde 1920 in London geboren und studierte am Stonyhurst College. Seine Schauspielausbildung absolvierte er an der Royal Academy of Dramatic Art, sein Bühnendebüt gab er 1945 in Rugby. Über die Jahrzehnte war Wilmer ein häufig engagierter Theaterschauspieler und zeitweise Ensemblemitglied am Old Vic Theatre. Für seine Darstellung von Charles VI. in Shakespeares Henry V wurde er 1951 von dem Theaterkritiker Kenneth Tynan gelobt.
Seinen ersten großen Filmauftritt hatte Wilmer in Laurence Oliviers Shakespeare-Verfilmung Richard III. (1955). Anschließend war er in einer Vielzahl von Filmen, vor allem als Nebendarsteller, zu sehen. Darunter waren im Laufe der Jahrzehnte so bekannte Filme wie El Cid, Cleopatra, Jason und die Argonauten, Patton – Rebell in Uniform und James Bond 007 – Octopussy. Ab 1964 trat Wilmer in seiner wohl prägendsten Rolle in einer von der BBC produzierten Serie als Sherlock Holmes auf, eine Rolle, die er 1975 noch einmal in der Parodie Sherlock Holmes’ cleverer Bruder verkörperte. Seine Interpretation der Rolle Holmes fällt vor allem dadurch auf, dass er ihr eine in den Vorlagen von Arthur Conan Doyle vorhandene Arroganz gab, die seiner Ansicht nach von seinen Vorgängern in der Rolle nur selten herausgespielt worden war.
In den 1980er-Jahren zog sich Wilmer weitgehend aus dem Schauspielgeschäft zurück und betrieb in Suffolk eine Weinbar mit dem Namen Sherlock’s. Er sprach aber später noch mehrere Sherlock-Holmes-Audiobücher ein und veröffentlichte die Autobiografie Stage Whispers.  Nach zweieinhalb Jahrzehnten ohne Film- oder Fernsehauftritt übernahm er 2012 eine Gastrolle in Der Reichenbachfall, dem Finale der zweiten Staffel der ebenfalls von der BBC produzierten Fernsehserie Sherlock. Insgesamt umfasst das filmische Schaffen von Wilmer mehr als 100 Film- und Fernsehproduktionen.
Douglas Wilmer starb im Alter von 96 Jahren nach kurzer Krankheit im Ipswich Hospital in Suffolk, England. Er hinterließ seine Ehefrau und eine Tochter.

## Filmografie (Auswahl)
- 1952–1959: BBC Sunday-Night Theatre (Fernsehserie, 11 Folgen)
- 1954: Robin Hood, der rote Rächer (The Men of Sherwood Forest)
- 1955: Die Abenteuer von Robin Hood (The Adventures of Robin Hood, Fernsehserie, Folge 1x04)
- 1955: Richard III.
- 1956: Jaguar packt zu (Passport to Treason)
- 1956: Panzerschiff Graf Spee (The Battle of the River Plate)
- 1956–1964: ITV Play of the Week (Fernsehserie, 10 Folgen)
- 1957: Der Prinz und die Tänzerin (The Prince and the Showgirl)
- 1958: The Diary of Samuel Pepys (Miniserie, 11 Folgen)
- 1961: El Cid
- 1963: Cleopatra
- 1963: Jason und die Argonauten (Jason and the Argonauts)
- 1963: Simon Templar (The Saint, Fernsehserie, Folge 2x10)
- 1964: Der Untergang des Römischen Reiches (The Fall of the Roman Empire)
- 1964: Die Strohpuppe (Woman of Straw)
- 1964: Ein Schuß im Dunkeln (A Shot in the Dark)
- 1964: Das goldene Haupt (The Golden Head)
- 1964–1965: Sherlock Holmes (Fernsehserie, 13 Folgen)
- 1966: Mit Schirm, Charme und Melone (The Avengers, Fernsehserie, Folge 4x20)
- 1966: Khartoum
- 1966: Die 13 Sklavinnen des Dr. Fu Man Chu (The Brides of Fu Manchu)
- 1967: Die Rache des Dr. Fu Man Chu (The Vengeance of Fu Manchu)
- 1970: Die Abrechnung (The Reckoning)
- 1970: Patton – Rebell in Uniform (Patton)
- 1970: Cromwell – Krieg dem König (Cromwell)
- 1970: Gruft der Vampire (The Vampire Lovers)
- 1970: UFO (Fernsehserie, Folge 1x06 Übersinnliche Wahrnehmung)
- 1971: Die Satansbrut (Unman, Wittering and Zigo)
- 1972: Antonius und Cleopatra (Antony and Cleopatra)
- 1972: Ein liebenswerter Schatten (Follow Me!)
- 1973: Sindbads gefährliche Abenteuer (The Golden Voyage of Sinbad)
- 1975: Mondbasis Alpha 1 (Space: 1999, Fernsehserie, Folge 1x08 Wächter des Todes)
- 1975: Sherlock Holmes’ cleverer Bruder (The Adventure of Sherlock Holmes’ Smarter Brother)
- 1976: Die unglaubliche Sarah (The Incredible Sarah)
- 1978: Inspector Clouseau – Der irre Flic mit dem heißen Blick (Revenge of the Pink Panther)
- 1980: Der Löwe zeigt die Krallen (Rough Cut)
- 1982: Tödliche Ehen (Praying Mantis, Fernsehfilm)
- 1983: James Bond 007 – Octopussy (Octopussy)
- 1984: Camelot – Der Fluch des goldenen Schwertes (Sword of the Valiant)
- 1986: Abenteuer einer Lady (Les aventuriers du Nouveau-Monde, Miniserie)
- 2012: Sherlock (Fernsehserie, Folge 2x03 Sherlock – Der Reichenbachfall)